# Yani Rosenthal

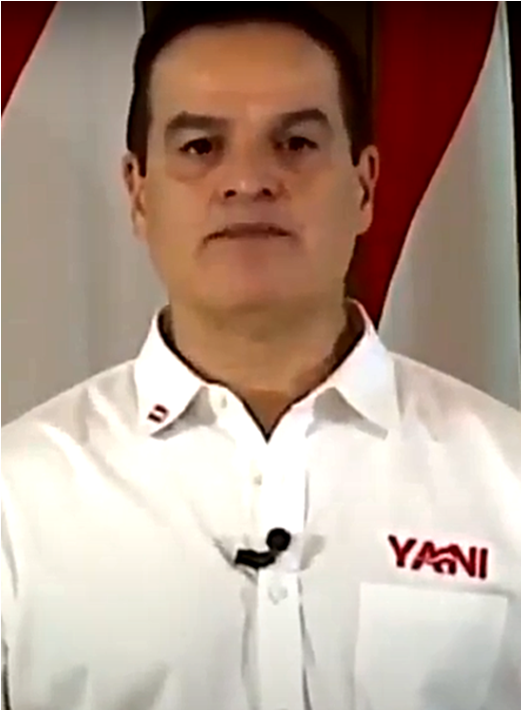
Yani Rosenthal, 2020

Yani Benjamin Rosenthal Hildago (* 14. Juli 1965 in San Pedro Sula, Honduras) ist ein honduranischer Geschäftsmann, Politiker und verurteilter Straftäter.

## Leben
Seine Eltern sind Jaime Rosenthal und Miriam Marina Hildago de Rosenthal. Er hat eine Schwester, Patricia, und drei Brüder: Jaime (verstorben), Carlos José und César Augusto. Yani Rosenthal ist mit Claudia Madrid verheiratet, mit der er vier gemeinsame Töchter hat: Isabella, Victoria, Elissa und Alexandra.
Rosenthal ging zur zweisprachigen Schule Escuela Internacional Sampedrana in San Pedro Sula. Er hat an der Universität UNAH-Universidad Nacional Autónoma de Honduras (Honduras National Autonomous University) sein Studium als Rechtsanwalt abgeschlossen und zudem einen Master of Business Administration (MBA) an der INCAE-Instituto Centroamericano de Administración de Empresas (Central American Business Administration Institute) erworben. Im Jahr 1998 verlieh ihm der Honduras Supreme Court of Justice den Notar-Titel.
Im Jahr 1993 wurde er Opfer einer Bombenattacke. Rosenthal war der Geschäftsführer der Diario Tiempo (Honduras Times Newspaper) und publizierte eine Serie von Artikeln über Missbrauchsvergehen in der honduranischen Armee, sein Haus war vorübergehend eine Zuflucht für einen Zeugen eines Mordes, der mutmaßlich von der Armee ausgeführt wurde.
Als Mel Zelaya am 27. Januar 2006 ins honduranische Präsidentenamt zog, war Rosenthal zunächst als Ministerpräsident vorgesehen. Aufgrund jeglicher fehlenden Erfahrung in öffentlichen Ämtern wurde seine Berufung jedoch in den Medien stark kritisiert, zumal seine Ernennung als Resultat der politischen Einflussnahme seines Vaters gesehen wurde. Unterstützt wurde Rosenthals politische Karriere dabei stets von seinem jüngeren Bruder Jaime Rosenthal Sr. Dieser kam später bei einem Schusswaffenunfall ums Leben.
Rosenthal verfügt nur über wenig politische Erfahrung. Er war Berater unter dem früheren Bürgermeister von San Pedro Sula Jerónimo Sandoval Sorto (1986–1990). Ebenfalls war er der Koordinator der Präsidentenkampagne seines Vaters Jaime Rosenthal und 2005 wurde er nach einer internen Wahl der Liberalen Partei zum regionalen Koordinator der Präsidentenkampagne von Mel Zelaya.

## Firmenbeteiligungen
Mitglieder der Familie Rosenthal gehören zu den wohlhabendsten Personen in Honduras, im Besitz der Firmengruppe befinden sich u. a.
- Bank Banco Continental
- Versicherungsunternehmen Seguros Continental
- Bauunternehmung Con-Delta
- Tageszeitung El Tiempo
- Fernsehnetzwerk Canal 11
- Kabelfernsehennetzwerk Cablecolor
- Zement-Firma Cementos del Norte
- Krokodilhaut-exportierende Firma Cocodrilos Continental
- Kaffee-Export Cafe Continental
- Processing Free Zone ZIP Continental
- Nahrungsmittelverpackungsfirma Empacadora Continental
- zuckerverarbeitende Firma Compañía Azucarera Chumbagua
- Anteil an der drittgrößten honduranischen Bank Banco de Occidente
- Wohnquartiere in den honduranischen Städten Residencial Kassandras, Residencial Oro Verde, Colonia Universidad, Residencial Los Prado, Llanos De Sula
- Bananenfirma Bananas Naco
- Bauernhöfe für die Rinderzucht in Ganaderia Quimistan, Corderos Continental
- Kakaoplantage Cacao Continental

| Personendaten    | Personendaten                              |
| ---------------- | ------------------------------------------ |
| NAME             | Rosenthal, Yani                            |
| ALTERNATIVNAMEN  | Rosenthal Hildago, Yani Benjamin           |
| KURZBESCHREIBUNG | honduranischer Geschäftsmann und Politiker |
| GEBURTSDATUM     | 14. Juli 1965                              |
| GEBURTSORT       | San Pedro Sula, Honduras                   |